# Szymon Sajnok
Szymon Wojciech Sajnok (* 24. August 1997) ist ein polnischer Radrennfahrer. Er ist ein Allrounder, der Rennen auf der Straße, auf der Bahn, auf dem Mountainbike und im Cyclocross bestreitet.

## Sportliche Laufbahn
Szymon Sajnok begann seine Radsportlaufbahn auf dem Mountainbike und bei Querfeldeinrennen. 2014 wurde er polnischer Vize-Meister der Junioren im Querfeldeinrennen und startete bei den Olympischen Jugend-Sommerspielen, wo er im Einzelzeitfahren auf der Straße Rang zwei und im Mountainbike Eliminator Rang drei belegte. 2015 wurde er zweifacher polnischer Junioren-Meister, im Querfeldeinrennen sowie im Einzelzeitfahren und gewann das Juniorenrennen Cup of Grudziadz Town President.
2016 errang Sajnok bei den U23-Europameisterschaften die Silbermedaille im Omnium. Im November 2016 siegte er in derselben Disziplin beim zweiten Lauf des Bahnrad-Weltcups in Apeldoorn sowie beim vierten Lauf des Weltcups in Los Angeles im Februar 2017. Im selben Jahr wurde er dreifacher polnischer Meister, im Punktefahren, im Scratch und im Omnium.
Bei den UCI-Bahn-Weltmeisterschaften 2018 in Apeldoorn wurde Szymon Sajnok Weltmeister im Omnium. Im selben Jahr gewann er auf der Straße die Gesamtwertung des Rennens Dookoła Mazowsza. 2019 wurde er polnischer U23-Meister im Einzelzeitfahren, im Jahr darauf Vize-Meister im Straßenrennen der Elite. 2021 gewann er den traditionsreichen Bahnradsportwettbewerb 500+1 Kolo in Brno.

## Erfolge

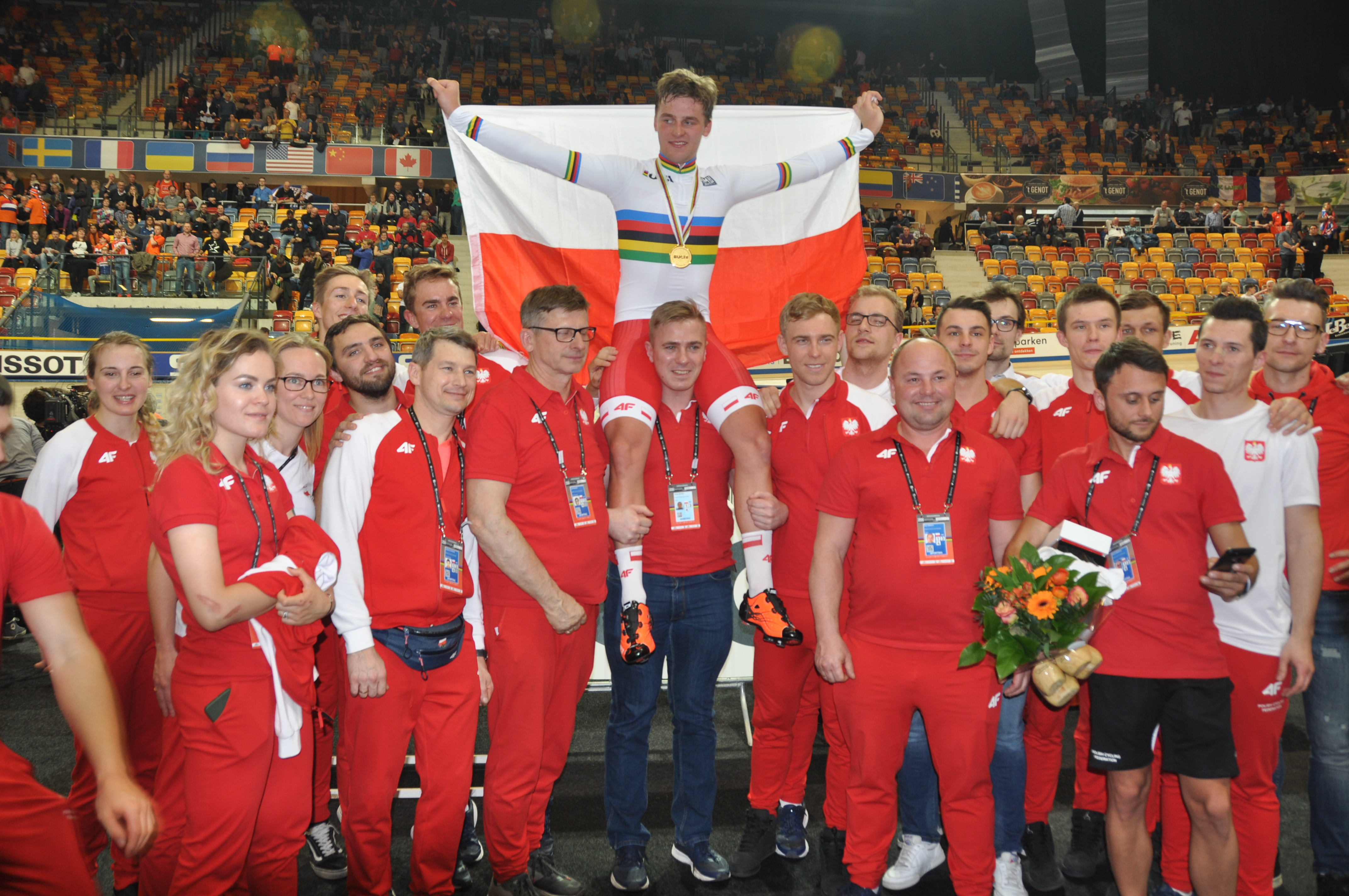
Sajnok wird bei der Bahn-WM 2018 von seiner Mannschaft gefeiert.

### Bahn
2016
- Weltcup in Apeldoorn – Omnium
- Europameisterschaft (U23) – Omnium

2017
- Weltcup in Los Angeles – Omnium
- Polnischer Meister – Punktefahren, Scratch, Omnium

2018
- Weltmeister – Omnium

### Straße
2015
- Cup of Grudziadz Town President (Junioren)
- Polnischer Junioren-Meister – Einzelzeitfahren

2017
- Prolog Tour de Kumano

2018
- Punktewertung Szlakiem Walk Majora Hubala
- Gesamtwertung, Prolog, zwei Etappen und Nachwuchswertung Dookoła Mazowsza

2019
- Hammer Chase Hammer Stavanger
- Polnischer U23-Meister – Einzelzeitfahren

### Cyclocross
2015
- Polnischer Junioren-Meister – Cross

## Grand-Tour-Platzierungen
| Grand Tour            | 2019 | 2020 | 2021 | 2022 |
| --------------------- | ---- | ---- | ---- | ---- |
| Giro d’ItaliaGiro     | –    | –    | –    | –    |
| Tour de FranceTour    | –    | –    | –    | –    |
| Vuelta a EspañaVuelta | 142  | –    | –    | –    |